# Larisza Viktorovna Korobejnyikova
Larisza Viktorovna Korobejnyikova, oroszul: Лариса Викторовна Коробейникова (Kurgan, 1987. március 26. –) olimpiai, világ- és Európa-bajnok orosz tőrvívó.

## Pályafutása
Két olimpián vett részt. A 2012-es londoni olimpián ezüstérmet szerzett tőr csapatban társaival. 2021-ben a tokiói olimpián tőr csapatban arany-, egyéniben bronzérmet szerzett
2009 óta a világbajnokságokon három-három arany, ezüst- és egy bronzérmet szerzett; az összeset csapatversenyben. 2011 óta az Európa-bajnokságokon két arany-, négy ezüst- és három bronzérmet szerzett; hármat egyéniben, hatot csapatversenyben.

## Sikerei, díjai
- Olimpiai játékok
  - aranyérmes: 2021, Tokió
  - ezüstérmes: 2012, London
  - bronzérmes: 2021, Tokió
- Világbajnokság – tőr csapat
  - aranyérmes (3): 2011, 2016, 2019
  - ezüstérmes (3): 2009, 2014, 2015
  - bronzérmes: 2013
- Európa-bajnokság
  - aranyérmes (2)
    - csapat (2): 2016, 2019

  - ezüstérmes (4)
    - csapat (3): 2011, 2014, 2015
    - egyéni (1): 2015

  - bronzérmes (3)
    - csapat (1): 2012
    - egyéni (2): 2012, 2016